# Софтверско распоређивање
Софтверско распоређивање су све активности које чине софтверски систем доступним за коришћење.
Општи процес распоређивања се састоји од неколико међусобно повезаних активности са могућим прелазима између њих. Ове активности се могу јавити на страни произвођача или на страни потрошње, или обоје. Јер сваки софтверски систем је јединствен, прецизни процеси и процедуре у оквиру сваке активности се тешко могу дефинисати. Дакле, "распоређивање" треба тумачити као општи процес који треба да буде прилагођен према специфичним захтевима или карактеристикама. Кратак опис сваке активности ће бити накнадно представљена.

## Активности распоређивања
Ослобађање
Ослобађање активност проистиче из процеса завршеног  развоја. То укључује све операције да припреме систем за монтажу и пренос на сајт купца. Према томе, мора одредити ресурсе потребне за рад на сајту клијента и прикупити информације за обављање наредне активности процеса распоређивања.
Инсталација и активирање
Активација је активност покретања извршне компоненте софтвера. За једноставне системе, што укључује успостављање неког облика команде за извршење. За комплексне системе, требало би да су сви пратећи системи спремни за коришћење. (Не треба мешати са заједничким коришћењем термина активирања у вези са лиценцом за софтвер, што је функција система Digital Rights Management).
У већим софтверским решењима, радна копија софтвера може да се инсталира на производном серверу у производном окружењу. Остале верзије распоређеног софтвера  могу бити инсталиране у тест окружењу, развоју животне средине и катасрофа-опорављање окружењу.
Деактивирање
Деактивирање је обрнуто активацији, а односи се на гашење било које компоненте система. Искључивање често тражи да обавља и друге послове распоређивања, на пример, софтверски систем ће можда морати да се искључи да ажурирање може да се обавља. Пракса уклањања ретко је коршћена или застарели системи из службе се често називају апликације за пензију или апликација за разградњу.
Прилагођавање
Адаптација активност је такође процес да измените софтверски систем који је претходно инсталиран. То се разликује од ажурирања у којем адаптације покрећу локалне догађаје, као што је промена окружења сајта клијента, док ажурирање углавном почиње од даљинског произвођача софтвера.
Ажурирање
Процес ажурирања замењује ранију верзију целог или дела софтверског система са новијим издањем.
Built-In
Механизми за инсталирање исправке су уграђени у неким софтверским система. Аутоматизација ових процеса ажурирања креће се од потпуно аутоматских па до контролисања од стране корисника . Norton Internet Security је пример система са полуаутоматском методом за проналажење и инсталирање исправке на обе антивирусне методе и другим компонентама система. Остали софтверски производи обезбеђују механизме упита за одређивање када су доступне исправке.
Верзија за праћење
Системи за праћење верзија помажу кориснику да пронађе и инсталира исправке за софтверски систем инсталиран на рачунарима и локалним мрежама.
- Веб базирани системи за праћење верзија обавештава корисника када су на располагању исправке на софтверским системима инсталираним на локалном систему. На пример:  VersionTracker Pro проверава верзије софтвера на рачунару корисника и тада упита своју базу да види да ли су доступне исправке.
- Локални систем за праћење верзија обавештава корисника када су на располагању исправке софтверских система инсталираних на локалном систему. На пример: Software Catalog продавницама верзије и друге информације за сваки софтверски пакет инсталиранна локалном систему. Један клик на дугме покреће прозор претраживача на надоградњу веб страници за примену, укључујући и ауто-пуњење корисничког имена и лозинке за сајтове који захтевају пријављивање.
- Претраживач базирани системи за праћење верзија обавештава корисника када су на располагању исправке софтверских пакета инсталираних на локалном систему. На пример: wfx-верзије је Firefox екстензија која помаже кориснику да пронаће тренутни број верзије било ког програма наведен на Интернету.

Деинсталирање
Деинсталација је обрнуто инсталацији. То је уклањање система који више није потребан. То такође укључује неку  реконфигурацију других софтверских система како би се уклониле деинсталиране системске датотеке и зависности.
Пензионисање
На крају, софтверски систем је означен као застарео и подршка произвођачима је повучена. То је крај животног циклуса софтверског производа.

## Улоге распоређивања
Сложеност и варијабилност софтверских производа негују појаву специјализованих улога за координацију и инжењеринг процес распоређивања. За десктоп системе, крајњи корисници често постају и "софтвер распоређивачи" када инсталирају софтверски пакет на свом рачунару. Распоред предузећа софтвера обухвата много више улога, и те улоге се обично мењају како апликација напредује из тест (пре-продуцтион) окружења за производњу. Типичне улоге које су укључене у софтверским распоређивањима за пословне апликације могу да укључују:
- у пред-производном окружењу:
  - Апликациони програмери: погледајте Развојни циклус софтвера
  - Инжењери изградње и пуштања: погледајте Управљачко инжењерство
  - управљачки менаџери: погледајте Управљање обраде
  - deployment coordinators: погледајте DevOps
- у производним условима:
  - Системски администратор
  - администратор базе
  - Пуштачки координатори: погледајте DevOps
  - пројектни менаџери операције: погледајте Информационе технологије Библиотека Инфраструктура

### Алати за распоређивање
- OSGi
- JNLP
- RPM
- Apt
- Capistrano
- Octopus Deploy
- OpenMake Software[мртва веза] Meister
- Total Software Deployment